# Ánna Pollátou

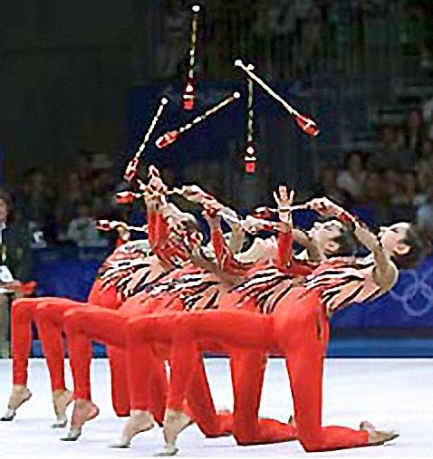
L'équipe grecque aux Jeux de Sydney en 2000.

Ánna Pollátou (en grec moderne : Άννα Πολλάτου), née le 8 octobre 1983 en Céphalonie et morte dans un accident de la route le 17 mai 2014 à Varda, est une gymnaste rythmique grecque.

## Biographie
Ánna Pollátou remporte aux Jeux olympiques d'été de 2000 à Sydney la médaille de bronze par équipe avec Iríni Aïndilí, Evangelía Christodoúlou, María Georgátou, Zacharoúla Karyámi et Charíklia Pantazí.

## Palmarès

### Jeux olympiques
- Sydney 2000
  -  médaille de bronze par équipe.